# Epirranthis aurantiata
Epirranthis aurantiata är en fjärilsart som beskrevs av Fabricius 1787. Epirranthis aurantiata ingår i släktet Epirranthis och familjen mätare. Inga underarter finns listade i Catalogue of Life.